# Yeelem Jappain
Yeelem Jappain, née le 8 octobre 1987 à Paris, est une actrice, auteure et metteure en scène française.

## Biographie
Son prénom vient du film Yeelen de Souleymane Cissé que ses parents adoraient. Yeelem Jappain est une ancienne élève de l'école de cirque Annie Fratellini. Elle a également été pendant 1 an élève d'Yves Pignot dans la classe libre de l'école AU QG.
Elle fait ses débuts au cinéma en 2007 avec Ma vie n'est pas une comédie romantique de Marc Gibaja.
En 2014, elle adapte au théâtre la pièce Le ventre de la mer d'Alessandro Baricco qui s’inspire du radeau de la Méduse.
En 2016, elle rejoint la distribution lors de la cinquième saison de la série Candice Renoir diffusée sur France 2, dans laquelle elle interprète le rôle de Valentine Atger, lieutenant de police.
En 2022, elle écrit et met en scène "Petit paysan tué", pièce de théâtre chorégraphiée sur la ruralité et le monde paysan inspirée d'une histoire vraie, l'affaire Jérôme Laronze.  La pièce sera diffusée sur France Télévisions le 15 novembre 2022 (réalisation : Ybao Benedetti - Oléo Films).

## Vie privée
Elle a une sœur jumelle, du nom de Luna.

## Filmographie
Sauf indication contraire, les informations mentionnées dans cette section peuvent être confirmées par la base de données cinématographiques IMDb,  présente dans la section « Liens externes ».

### Cinéma
- 2006 : Pleure en silence de Gabriel Biggs : Élodie
- 2007 : Ma vie n'est pas une comédie romantique de Marc Gibaja : Cynthia
- 2007 : Ceux qui restent d'Anne Le Ny : Valentine
- 2009 : La Guerre des miss de Patrice Leconte : une candidate
- 2010 : Complices de Frédéric Mermoud : Belen
- 2020 : Police d'Anne Fontaine : préposée à l'unité d'éloignement

### Télévision
- 2005 : Julie Lescaut (saison 14, épisode 1 Mission spéciale) de Bernard Uzan : Céline
- 2006 : Homicides (saison 1, épisode 4) : Claire Schakovski
- 2009 : Famille d'accueil (saison 8, épisode 7) : Pauline
- 2011 : Cigarettes et bas nylon de Fabrice Cazeneuve : Suzanne
- 2011 : Les Mauvais Jours de Pascale Bailly : Marie
- 2016 : Section de recherches (saison 10, épisode 13) : Karine Lauret
- 2016 : Agathe Koltès (saison 1, épisode 1 et 2) : Léa Kermadec
- depuis 2017 : Candice Renoir (depuis la saison 5) : Valentine Atger / Anne Rousseau
- 2017 : Je suis coupable de Christophe Lamotte : une infirmière
- 2024 : Lycée Toulouse-Lautrec de Nicolas Cuche et Stéphanie Murat : Mme Toccafondi, la prof de math
- 2024 : Les Pennac(s) de Nicolas Picard-Dreyfuss et Emmanuelle Caquille (saison 1, épisode 5 Mort d'un chef) : Julie Perez